# Kabinett Mifsud Bonniċi
Das maltesische Kabinett Mifsud Bonniċi wurde am 22. Dezember 1984 von Premierminister Carmelo „Karmenu“ Mifsud Bonniċi von der Partit Laburista (PL) gebildet. Es löste das zweite Kabinett Mintoff ab und befand sich bis zum 12. Mai 1987 im Amt.

## Geschichte
Nach dem Rücktritt des langjährigen Premierministers Dom Mintoff am 22. Dezember 1984 übernahm sein designierter Nachfolger Carmelo „Karmenu“ Mifsud Bonniċi die Funktion als Vorsitzender der PL sowie des Premierministers und bildete im Anschluss das Kabinett Mifsud Bonniċi. Nach dem Rücktritt Dom Mintoffs am 21. Dezember 1984 besserte sich das politische Verhältnis zu Westeuropa wieder und 1987 wurden Neutralität und Blockfreiheit der Republik Malta in der Verfassung verankert. 
Bei den Wahlen zum Repräsentantenhaus am 9. Mai 1987 erlitt die PL jedoch eine knappe Niederlage gegen die bisher oppositionelle Partit Nazzjonalista (PN) unter ihrem Vorsitzenden Eddie Fenech Adami. Die PN erzielte 119.721 Wählerstimmen (50,9 Prozent) und konnte sich um vier Mandate verbessern, sodass sie nunmehr über 35 Abgeordnetensitze im Repräsentantenhaus verfügte. Die PL von Mifsud Bonniċi kam auf 114.936 Stimmen (48,9 Prozent) und behielt ihre 34 Sitze, da die Anzahl der Mandate im Repräsentantenhaus von 65 auf 69 erhöht wurde. Daraufhin löste Fenech Adami am 12. Mai 1987 Mifsud Bonniċi als Premierminister ab und bildete im Anschluss sein erstes Kabinett. Dieses war die erste Regierung der Partit Nazzjonalista nach fast 16 Jahren. Einer der Gründe des Wahlsieges der PN war, dass sie sich für die Beendigung des Streits mit der römisch-katholischen Kirche eingetreten war, deren sämtliche Kirchengüter auf den Inseln am 29. Juni 1983 durch das damalige vierte Kabinett Mintoff enteignet worden waren.

## Minister
| Amt                                                                    | Name                             | Partei           |
| ---------------------------------------------------------------------- | -------------------------------- | ---------------- |
| Premierminister, Innenminister, Minister für Bildung und Kommunikation | Carmelo „Karmenu“ Mifsud Bonniċi | Partit Laburista |
| Minister für Finanzen, wirtschaftliche Entwicklung, Zölle und Häfen    | Wistin Abela                     | Partit Laburista |
| Industrieminister                                                      | Karmenu Vella                    | Partit Laburista |
| Minister für Justiz und Parlamentarische Angelegenheiten               | Joseph „Guze“ Cassar             | Partit Laburista |
| Minister für Arbeit, Beschäftigung und soziale Dienste                 | Alfred „Freddie“ Micallef        | Partit Laburista |
| Minister für Gesundheit und Umwelt                                     | Vincent Moran                    | Partit Laburista |
| Minister für öffentliche Arbeiten und Sport                            | Lorry Sant                       | Partit Laburista |
| Minister für Landwirtschaft und Fischerei                              | Joe Debono Grech                 | Partit Laburista |
| Minister für halbstaatliche Investitionen                              | Philip Muscat                    | Partit Laburista |
| Tourismusminister                                                      | Joseph „Joe“ Grima               | Partit Laburista |
| Minister für Wirtschaftsplanung und Handel                             | Lino Spiteri                     | Partit Laburista |
| Außenminister und Kulturminister                                       | Alex Sceberras Trigona           | Partit Laburista |